# 马豫真
马豫真（1918年—），河南民权人，中华人民共和国政治人物。
担任郑州专员公署副专员，河南省民族事务委员会副主任。1954年，当选第一届全国人民代表大会代表。